# Dunajský Klátov
Dunajský Klátov (maď. Dunatőkés, do roku 1948 slov. Tőkés) je obec na Slovensku v okrese Dunajská Streda, která leží v Podunajské nížině, na Žitném ostrově. Severní hranici obce tvoří pravostranný přítok Malého Dunaje – Klátovské rameno. Střed obce je cca 8 km severovýchodně od města Dunajská Streda.

## Historie
První písemná zmínka o obci pochází z roku 1392, kdy byla uvedena jako Theukes. V roce 1710 se zde narodil Andrej Hadik. V roce 1828 zde bylo 29 domů a žilo zde 220 obyvatel. V letech 1938 až 1945 byla obec připojena k Maďarsku. V letech 1960 až 1990 byl Dunajský Klátov začleněn do obce Jahodná.

## Pamětihodnosti
- Římskokatolická kaple Narození Panny Marie z roku 1923
- Vodní mlýn, technická památka, dvoupodlažní zděná lidová stavba se sedlovou střechou z let 1920–1922.[3] Budova mlýnice je zděná, kolo a hnací část jsou umístěny v dřevěné přístavbě z rámové prkenné konstrukce. Obnovou prošel v roce 2016. Technické zařízení kolového mlýna se skládá z hnací, převodové a pracovní soustavy. Fasády mlýna jsou bělené s kovovými industriálními okny. Mlýn byl v provozu do 40. let 20. století, od roku 1987 je zde muzeum [4]